# Double Fine Productions
Double Fine Productions is een Amerikaanse computerspelontwikkelaar opgericht door voormalig LucasArts-werknemer Tim Schafer.

## Geschiedenis
Nadat LucasArts zich steeds verder terugtrok uit de grafische point-and-click avonturenspellen, verliet Schafer begin 2000 het bedrijf en richtte in juli van dat jaar zijn eigen bedrijf op. Hij begon klein, samen met programmeurs David Dixon en Jonathan Menzis. Na een aantal maanden gewerkt te hebben aan een demo, wat uiteindelijk de titel Psychonauts zou worden, werd langzaamaan nieuw personeel aangetrokken om de productie aan te vangen.
Hoewel de eerste twee computerspellen Psychonauts en Brütal Legend een kritisch succes waren, voldeden ze niet aan de commerciële verwachtingen van de uitgevers. De toekomst van de onderneming werd zekergesteld toen Schafer zich wendde tot enkele prototypes, die gemaakt waren tijdens interne game jams die bekendstaan als 'Amnesia Fortnight', om uit te breiden met downloadbare inhoud (DLC). Deze titels bleken een commercieel succes en sindsdien zijn de Amnesia Fortnights herhaald, gebruikmakend van stemmen van het publiek om de gewenste titels te maken. Double Fine is ook bekend als een van de eerste computerspelontwikkelaars die succesrijke crowdfunding campagnes voerden. Zo is het spel Broken Age gefinancierd door ruim 3,3 miljoen dollar aan donaties te werven, destijds een van de grootste projecten op Kickstarter.
De naam Double Fine is woordspeling op een verkeersbord dat op de Golden Gate-brug stond om een 'double fine zone' (dubbele boetezone) aan te duiden. Het logo en de mascotte wordt Two-Headed Baby genoemd. De officiële website bevat ook webcomics gemaakt door personeel van Double Fine onder de noemer Double Fine Comics.
Begin juni 2019 werd bekendgemaakt dat Double Fine wordt overgenomen door Microsoft.

## Ontwikkelde spellen
| Release | Titel                                 | Platform                                                                                        |
| ------- | ------------------------------------- | ----------------------------------------------------------------------------------------------- |
| 2005    | Psychonauts                           | Linux, macOS, PlayStation 2, PlayStation 3, PlayStation 4, Windows, Xbox                        |
| 2007    | Epic Saga: Extreme Fighter            | Browser                                                                                         |
| 2008    | My Game About Me: Olympic Challenge   | Browser                                                                                         |
| 2008    | Tasha's Game                          | Browser                                                                                         |
| 2009    | Host Master and the Conquest of Humor | Browser                                                                                         |
| 2009    | Brütal Legend                         | Linux, macOS, Windows, PlayStation 3, Xbox 360                                                  |
| 2010    | Costume Quest                         | Android, iOS, Linux, macOS, PlayStation 3, Windows, Xbox 360                                    |
| 2011    | Stacking (computerspel) Stacking      | Linux, macOS, PlayStation 3, Windows, Xbox 360                                                  |
| 2011    | Iron Brigade                          | Windows, Xbox 360                                                                               |
| 2011    | Psychonauts Vault Viewer!             | iOS                                                                                             |
| 2011    | Sesame Street: Once Upon a Monster    | Xbox 360                                                                                        |
| 2012    | Double Fine Happy Action Theater      | Xbox 360                                                                                        |
| 2012    | Middle Manager of Justice             | Android, iOS                                                                                    |
| 2012    | Amnesia Fortnight 2012                | Windows                                                                                         |
| 2012    | Kinect Party                          | Xbox 360                                                                                        |
| 2013    | The Cave                              | Android, iOS, Linux, macOS, PlayStation 3, Windows, Wii U, Xbox 360                             |
| 2013    | Host Master Deux: Quest for Identity  | Browser                                                                                         |
| 2013    | Dropchord                             | Android, iOS, macOS, Windows                                                                    |
| 2014    | Broken Age                            | Android, iOS, Linux, macOS, PlayStation 4, PlayStation Vita, Windows, Nintendo Switch, Xbox One |
| 2014    | Amnesia Fortnight 2014                | Windows                                                                                         |
| 2014    | Hack 'n' Slash                        | Linux, macOS, Windows                                                                           |
| 2014    | Costume Quest 2                       | Linux, macOS, PlayStation 3, PlayStation 4, Windows, Wii U, Xbox 360, Xbox One                  |
| 2014    | Spacebase DF-9                        | Linux, macOS, Windows                                                                           |
| 2015    | Grim Fandango Remastered              | Android, iOS, Linux, macOS, Nintendo Switch, PlayStation 4, PlayStation Vita, Windows           |
| 2015    | Massive Chalice                       | Linux, macOS, Windows, Xbox One,                                                                |
| 2016    | Day of the Tentacle Remastered        | iOS, Linux, macOS, PlayStation 4, PlayStation Vita, Windows                                     |
| 2016    | Headlander                            | macOS, PlayStation 4, Windows, Xbox One                                                         |
| 2017    | Psychonauts in the Rhombus of Ruin    | PlayStation 4, Windows                                                                          |
| 2017    | Amnesia Fortnight 2017                | Windows                                                                                         |
| 2017    | Full Throttle Remastered              | iOS, Linux, macOS, PlayStation 4, PlayStation Vita, Windows                                     |
| 2019    | Rad                                   | Nintendo Switch, PlayStation 4, Windows, Xbox One                                               |
| 2021    | Psychonauts 2                         | macOS, Linux, PlayStation 4, Windows, Xbox One                                                  |